# 5852 Nanette
5852 Nanette este un asteroid din centura principală, descoperit pe 19 aprilie 1991, de Carolyn Shoemaker.